# Jules Gros (Linguist)

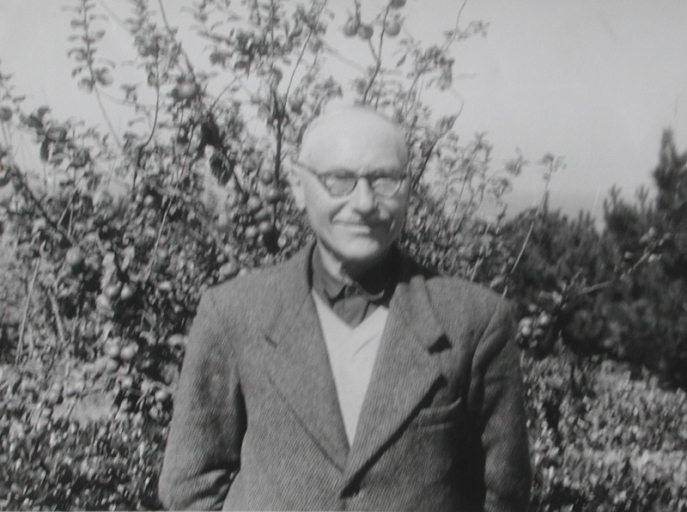
Jules Gros

Jules Marcel Gros (* 2. Februar 1890 in Paris; † 25. Dezember 1992 in Lannion) war ein französischer Linguist, der Standardwerke über die bretonische Sprache verfasste.
Gros begann früh, die bretonische Sprache zu studieren. Seine Großmutter, bei der er aufwuchs, und etliche Einwohner ihres Dorfes Trédrez-Locquémeau benutzten ausschließlich diese Sprache. Sein Hauptwerk ist „Le Trésor du Breton parlé“ (Der Schatz des gesprochenen Bretonisch) in vier Bänden.
Jules Gros starb 1992 im Alter von 102 Jahren.

## Werke (Auswahl)
- Le Trésor du Breton parlé, tome 1 : Le langage figuré., Emgleo Breiz - Brud Nevez, 1966
- Le Trésor du Breton parlé, tome 2 : Dictionnaire breton-français des expressions figurées., Librairie Bretonne Giraudon, 1977, Emgleo Breiz - Brud Nevez
- Le Trésor du Breton parlé, tome 3 : Le Style populaire (Éléments de stylistique trégorroise)., Emgleo Breiz - Brud Nevez
- Le Trésor du Breton parlé, tome 4 : Le Trésor du breton parlé., Skol-Vreizh - Impram.